# Telurato

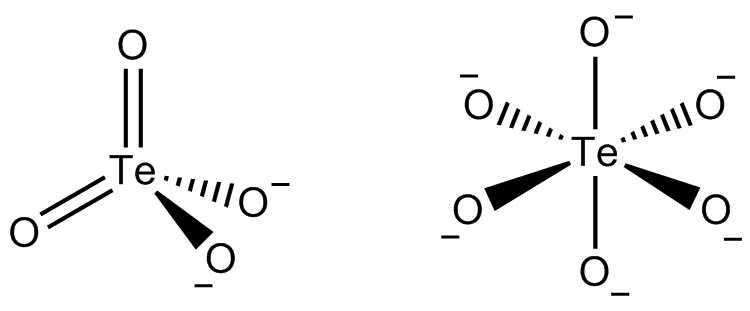
Estructura de los iones tetraoxotelurato (IV) y hexaoxotelurato (VI). Se los puede distinguir por la cantidad de átomos de oxígeno enlazados al telurio y por la geometría molecular: tetraédrica en el telurato (TeO₄²⁻) y octaédrica en el telurito (TeO₆⁶⁻).

El telurato es un ion que puede presentarse de dos formas, dependiendo del número de oxidación del telurio. El ion hexaoxotelurato (VI), TeO₆⁶⁻, con estructura octaédrica, corresponde históricamente al telurato propiamente dicho, derivado formalmente del ácido telúrico Te(OH)₆, donde el telurio presenta un estado de oxidación +6. Por otro lado, el ion tetraoxotelurato(IV), TeO₄²⁻, de estructura tetraédrica, que deriva del ácido telurioso (HO)₂TeO, con telurio en estado de oxidación +4, y se conoce comúnmente como telurito. No obstante, de acuerdo con la nomenclatura química de la IUPAC, ambos pueden denominarse telurato (VI) y telurato (IV), respectivamente.  Las sales derivadas de estos aniones se conocen como teluratos "orto-" y "meta-", respectivamente.
Un ejemplo representativo del telurato es el compuesto que forma en conjunto con el sodio: telurito de sodio (Na₂TeO₃), en el que el telurio se encuentra en estado +4. Este compuesto es un polvo blanco cristalino soluble en agua que, en microbiología, se puede añadir al medio de cultivo para aislar bacterias con una inherente resistencia fisiológica a su toxicidad.